# Эрри (река)
Эрри — река на острове Сахалин. Протекает по территории Охинского района Сахалинской области России.
Впадает в залив Пильтун Охотского моря. Длина реки 21 км. Площадь её водосборного бассейна 119 км².
По данным государственного водного реестра России относится к Амурскому бассейновому округу.
Код объекта в государственном водном реестре — 20050000212118300000128.